# Balthasar Florisz van Berckenrode
Balthasar Florisz van Berckenrode (Delft, 1591 circa – L'Aia, 1645) è stato un incisore, cartografo e editore fiammingo, attivo tra il 1606 e il 1645.
Attivo Rotterdam nel 1611, a Delft tra il 1611 e il 1616, ad Amsterdam tra 1619 e il 1634 e a L'Aia tra il 1635 e il 1645, fu maestro di Pieter Hendricksz Schut.
Nel 1620 gli Stati Generali gli concessero un privilegio per la pubblicazione di una grande carta dell'Olanda e della Frisia occidentale, poi ritratta da Jan Vermeer nel celebre dipinto Soldato con ragazza sorridente. «Berckenrode vendette le lastre di rame e i privilegi di pubblicazione nel 1621 a Willem Blaeu» che «convinse Berckenrode a ridisegnare con maggior precisione le regioni settentrionali e la carta si diffuse sempre di più nell'arco di quel decennio. (...) È un'edizione di questa carta, con il nome di Blaeu, che Vermeer riproduce nel suo dipinto.»